# Абу Хамид аль-Газали
Абу́ Хами́д Муха́ммад ибн Муха́ммад аль-Газали́ ат-Туси́ (перс. ابو حامد محمد ابن محمد غزالی توسی‎; 1058 или около 1056, Тус — 19 декабря 1111, Тус), известный на Западе под латинизированным именем Альгазель (лат. Algazelus, или Algazel) — средневековый исламский богослов и полимат. Он известен как один из самых выдающихся и влиятельных правоведов, теоретиков права, муфтиев, философов, теологов, логиков и мистиков в истории ислама.

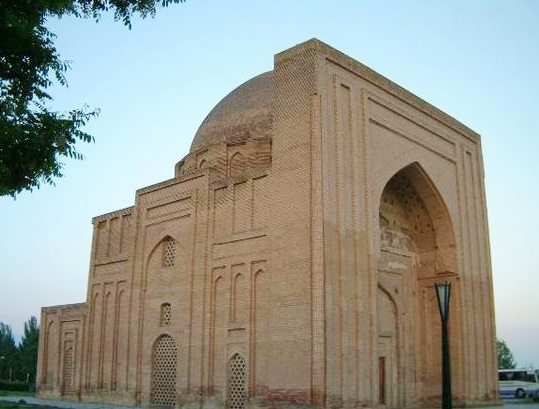
Мавзолей Харуния (Харун ар-Рашида) в Тусе, Мавзолей аль-Газали предположительно располагался у входа

## Биография
Абу Хамид аль-Газали родился в 1058 году. Его семья жила в Тусе и имела персидское происхождение. Отец Абу Хамида был прядильщиком шерсти. Он рано ушёл из жизни и воспитанием Абу Хамида и его брата Абуль-Футуха Ахмада занялся один из друзей отца. Вскоре наследство, оставленное отцом, иссякло, и, поскольку друг отца сам был очень беден, он предложил братьям поступить в медресе в качестве учащихся, чтобы прокормить себя.
В 1070 году аль-Газали вместе с братом переехали в Джурджан (Горган) для продолжения обучения у имама Ахмада ар-Разикани и Абуль-Касима Джурджиани. В 1080 году аль-Газали поехал в Нишапур для того, чтобы стать студентом известного мусульманского учёного Абуль-Маали аль-Джувайни (ум. 1085), известного как Имам аль-Харамайн. У имама аль-Джувайни Абу Хамид изучал фикх, усуль аль-фикх, ашаритский калам и другие дисциплины. Среди учителей аль-Газали обучивших его тонкостям суфизма были Фазл ибн Мухаммад аль-Фарамизи (ученик Абуль-Касима аль-Кушайри) и Юсуф ан-Насадж.
Вскоре молодого и талантливого богослова замечает сельджукский визирь Низам аль-Мульк. Он приглашает аль-Газали в Багдад и поручает ему возглавить медресе Низамия. С 1091 по 1095 он преподаёт исламское право в созданном им учёном заведении. В медресе училось около 300 учеников, среди которых были: Абу Бакр ибн аль-Араби, Абу Джильд ибн ар-Разар, Абу Гайс аль-Джайли, аль-Барбабази, Абуль-Байих аль-Бакраджи, Абуль-Аббас аль-Аклиши, Абдул-Кадир аль-Джилани, Мухаммад ибн Яхья аш-Шафии и другие известные исламские богословы.
В 1092 году Низам аль-Мульк погибает от рук исмаилитов и в 1095 году аль-Газали под предлогом совершения хаджа вместе с семьёй покидает Багдад. Сам аль-Газали объясняет свой поступок следующим образом:

«Затем, понаблюдав за собой со стороны, я нашёл своё положение опасным для меня, и что я очень привязался ко всему тому, что приобрёл из благ земной жизни, и всему тому, что окружало меня. Затем я, проследив за своими делами, заметил, что лучшее, чем я могу быть занят, — это преподавание и обучение. Но это были науки, не приносящие пользы на том свете и не столь важные для земной тленной жизни. Я вспомнил о своём намерении обучать, и оказалось, что делаю это не чисто ради Аллаха, а ради славы и почёта. Тогда я убедился, что нахожусь на краю пропасти и в итоге могу попасть в Ад, если не возьмусь за исправление своего положения. И поэтому я решил выехать из Багдада, поскольку мысли о моём положении не давали мне покоя, но моей душе (нафсу) это отнюдь не понравилось, и она стала мне противиться. И, таким образом, я стал колебаться между своей необузданной страстью и эгоизмом и призывами того света до тех пор, пока дело не перешло от выбора к необходимости…»— Биография имама Аль-Газали ат-Туси
В течение 11 лет до 1106 года аль-Газали провёл жизнь отшельника. Сначала он прибыл в Шам. В Дамаске он приобщился к суфийской практике уединяясь (халват), совершая внутренние упражнения (риязат) и духовные старания (муджахадат). Некоторое время он пребывал в служении (итикаф) в мечети Омейядов. Затем он отправился в Иерусалим (Байт уль-Мукаддас). Там он большую часть времени проводил в мечети Купол Скалы, расположенной рядом с мечетью аль-Акса. В Иерусалиме была начата самая знаменитая книга имама аль-Газали «Воскрешение наук о Вере», которую он закончил в Дамаске. После возвращения в Дамаск аль-Газали совершил паломничество в Мекку и посетил могилу пророка Мухаммеда в Медине. В эти годы он написал наиболее значительные свои сочинения.
В 1106 году сын Низам аль-Мулька, Фахр аль-Мульк пригласил аль-Газали вернуться к преподаванию, аль-Газали начинает снова читать лекции в медресе Низамия в Нишапуре. В Нишапуре аль-Газали познакомился с шейхом Абу Али аль-Фармади, являющимся седьмым в цепочке (сильсиля) шейхов накшбандийского тариката. Под руководством и наставлением аль-Фармади он прошёл все ступени (макам) суфизма.
Незадолго до смерти аль-Газали снова бросает преподавание и возвращается в Тус. Живёт в келье и учит молодых последователей суфийскому образу жизни. Аль-Газали умер в декабре 1111 года в возрасте 53 лет. По словам Абдул-Гафура Фариси у аль-Газали было несколько дочерей и ни одного сына.

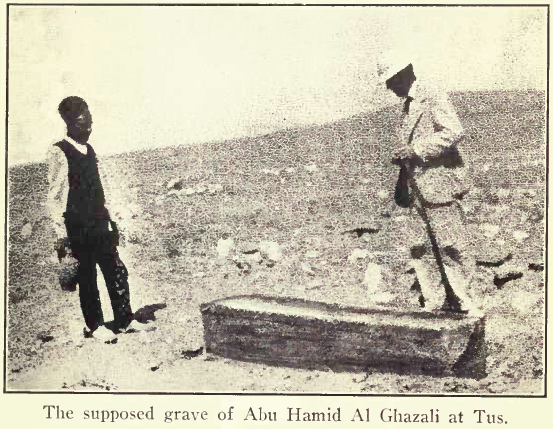
Предполагаемая гробница аль-Газали

## Богословская деятельность
Абу Хамид аль-Газали был последователем шафиитской правовой школы (мазхаб) и ашаритской акиды. Его труды способствовали развитию систематического представления суфизма и его интеграции в ортодоксальный суннитский ислам. Аль-Газали подвергал критическому рассмотрению положения всех основных направлений исламской мысли от исламской теологии, суфизма, исмаилизма до фальсафа.

### Калам
Мысли аль-Газали оказали важное влияние не только на мусульманских, но и на христианских средневековых философов. Аль-Газали считают и виднейшим представителем ашаритского калама (фактически последним великим философом калама, завершившим создание ашаритской метафизики) и основополагающим теологом суфизма. Его личность самоуглублённого мыслителя и мистика, не отказывающегося от передачи своих знаний другим, но избегающего мирских почестей и власти, очень популярна как пример «настоящего» мусульманина — мумина.
Аль-Газали ввёл новую интерпретацию понятия джихад в Коране. По мнению аль-Газали в 95 аяте суры Ан-Ниса («Женщины») речь не идёт о борьбе на поле боя, а о преодолении своего низшего «я» (нафс). Тему джихада затронул в книге «Аль-Васит филь-мазхаб» (том 6).
По уровню познавательных способностей людей аль-Газали делил их на две категории: «широкую публику», «массу» (аль-амма, аль-’авамм), и «избранных» (аль-хасса). К первой категории он относил рядовых верующих, которые слепо следуют религиозной традиции. Перед такими людьми нельзя давать символико-аллегорическое толкование священным текстам. К первой категории он также относил и мутакаллимов, функция которых должна ограничиваться защитой догм ислама от нововведений (бида). Ко второй категории он причислял, прежде всего философов (фаласифа) и суфиев, которые приходят к монистическому взгляду на бытие с помощью божественного внушения (ильхам).
Из философов основными субъектами его критики стали Аристотель, аль-Фараби и Ибн Сина. Доказывая несостоятельность философского пути познания, аль-Газали постоянно использовал философские методы опровержения, широко прибегая к приёмам аристотелевской логики. Движущими силами его поиска истины были сомнение, скепсис.

### Суфизм
Аль-Газали сыграл очень важную роль в объединении понятий суфизма и законов шариата. Он был тем, кто в своих работах дал формальное описание суфизма. Когда (особенно в годы уединения) он стал тщательно изучать науки (калам, фальсафа, исмаилизм, суннитскую догматику), он пришёл к выводу, что рационально сконструированная вера не жизненна, и всерьёз обратился к суфизму. Он понял, что нравственные устои должны основываться на непосредственном общении с Аллахом, а также на личном опыте переживаний. При этом важно обретение просветления или божественной благодати, для которой надо освободиться от всего искусственного.
Аль-Газали выделял три уровня бытия.
1. Высший уровень занимал Аллах, который самодостаточен
2. Низший уровень составляет материальный мир, определённый Аллахом
3. Между ними находится мир людей, души которых обладают свободой воли. От Аллаха им даются идеи и наклонности, однако дела определяются только волей людей.

Практическую пользу суфизма аль-Газали видел в направленности его учения к нравственному совершенствованию человека. Он отвергал притязания суфиев на онтологическое единение с Богом и признавал «единение» лишь как символ постижения божества высшей познавательной силой.

## Титулы
Труды аль-Газали высоко оценены в исламском мире. Он получил много титулов, среди них Худжатуль-Ислам (араб. حجة الاسلام‎ — довод ислама), Зайнуд-дин (араб. زین الدین‎ — красота религии), Шарафуль-А’имма (араб. شرف الائمة‎ — честь имамов) и другие. Такие исламские богословы как аз-Захаби, ас-Суюти, ан-Навави, Ибн Асакир считали его «обновителем» V века хиджры. Многоликость учения аль-Газали стала причиной того, что мусульманские догматики одновременно подвергали его критике и превозносили в качестве «довода ислама». В современном мире аль-Газали считается одним из авторитетнейших исламских теологов. Шейх Хамза Юсуф пишет о нём как о человеке, который «буквально спас ислам».
После того, как аль-Газали будучи ещё молодым человеком написал книгу «аль-Манхуль фи усуль аль-фикх» (Основы исламского права, 1109 г.), его учитель Абдул-Малик аль-Джувейни сказал: «Ты похоронил меня, в то время когда я ещё жив, неужели ты не мог потерпеть, пока я умру. Твоя книга покрывает мою книгу».
Хафиз аз-Захаби (ум. в 1348 г.) в биографии аль-Газали писал: «Аль-Газали, шейх, имам, океан знаний, довод Ислама, феномен своего времени, красота религии, Абу Хамид Мухаммад ибн Мухаммад ибн Мухаммад ибн Мухаммад ибн Ахмад ат-Туси аш-Шафии аль-Газали. Обладатель многих сочинений, очень остроумный. Обучался в начале исламскому праву в своём городе, далее переселился в Найсабур и находился в кружке студентов, учился у имама аль-Харамайн, и вобрал в себя исламское право за короткое время, и стал красноречивым и искусным в дискуссии и был основным из дискутирующих».

## Влияние Аль-Газали на мировую философию и мировоззрение
Аль-Газали сразу же стал переводиться на многие языки, получил известность в христианской Европе и в еврейских общинах.

### Влияние на христианство
С его сочинениями был знаком Фома Аквинский, который его высоко ценил.
В конце XII века сочинение «Намерения философов» было переведено на латинский язык и широко распространилось. «Logica et philosophia Algazelis» перевёл Доминик Гундиссалин совместно с еврейским учёным Авендаутом. Этот перевод стал основным источником в Европе по изучению исламской философии. При этом он ошибочно считался последователем Авиценны.

### Влияние на еврейскую мысль
В XII — XIII веках еврейское население мусульманской Испании активно владело арабским языком, и еврейские мыслители могли непосредственно воспринимать арабскую литературу. Иехуда Галеви в своих полемических работах против Аристотеля следовал позиции аль-Газали («Самоопровержение философов»), противопоставляя нечёткость философии математике и логике. Абрахам ибн Дауд в сочинении «Эмуна Рама» (ивр. אמונה רמה‎ — «Возвышенная вера») наоборот следовал Авиценне и аль-Газали в концепции воли, намерения и экстаза (по работе аль-Газали «Намерения философов»).
В дальнейшем сочинения аль-Газали многократно переводились на еврейский язык, одним из первых переводчиков был Исаак Альбалаг (Isaac Albalag). Его работы имели большой резонанс, после него появилось ещё два перевода.
Еврейские переводы «Намерений философов» Аль-Газали под названием «De’ôt ha-Fîlôsôfîm» или «Kavvanôt ha-Fîlôsôfîm» стали чуть ли не самыми распространёнными философскими текстами среди европейских евреев.
Выдержки из аль-Газали включали в свои сочинения о еврейском законе и образе жизни такие мыслители, как Маймонид, Авраам Хасид, Обадия Маймонид, Авраам ибн-Хасдай и каббалист Авраам Гависон из Тлемсена.

### Скептицизм
Рационализм Газали, попытки подвергнуть сомнению причинность и разорвать связи между причинами и следствиями, которые могут оказаться не чем иным, как простой последовательностью событий, — комментируется многими авторами как преддверие современного скептицизма.

## Труды

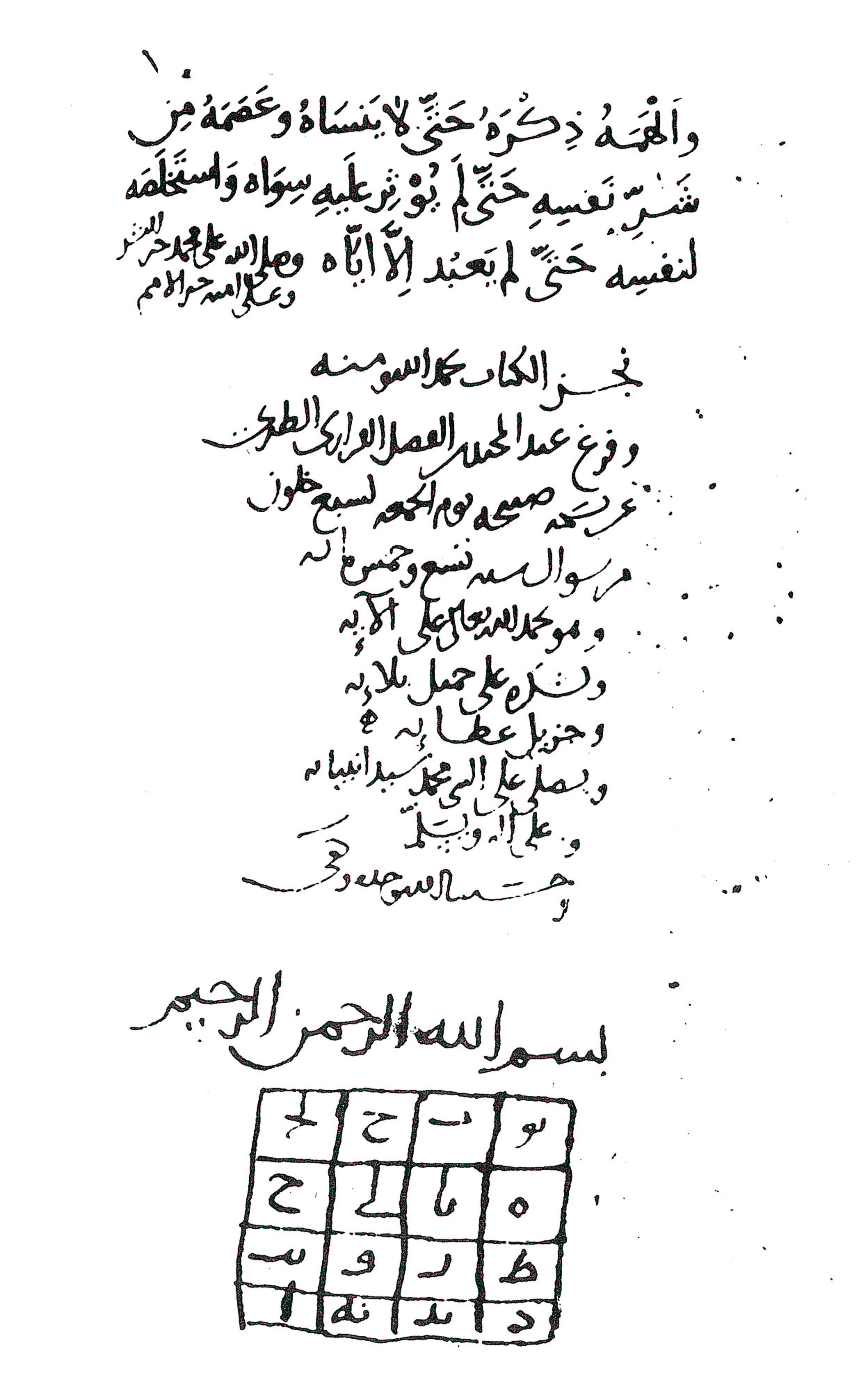
Последняя страница автобиографии аль-Газали

Абу Хамид аль-Газали является автором более чем 70 книг по богословским наукам, философии и суфизму. Его главные труды носят полемический характер.
Воскрешение религиозных наук
Основным сочинением аль-Газали является трактат Ихйа' 'улум ад-дин (араб. إحياء علوم الدين‎ — Воскрешение религиозных наук), в котором раскрываются вопросы культовой практики (ибадат), социально значимых обычаев (адат), «пагубных» черт характера (мухликат) и черт, ведущих к спасению (мунджийат). В этом трактате аль-Газали определяет основные суфийские ценности и идеалы — терпение, любовь, бедность, аскетизм. «Воскрешение» означает стремление оживить закосневшую суннитскую систему взглядов, определяя способы познания истины, сочетающие разум, искренность и любовь, честность и стремление к Аллаху. С одной стороны он ценит разум как необходимый для познания, которое включает в себя логику, практику, сомнения и объективность. С другой стороны он определяет уровни проблесков интуиции и экстаза по мере приближения к Аллаху и говорит о коллективных суфийских ритуалах.
Суфизм
- Кимийя-йе са’дат (араб. كمياء السعادة ‎ — Эликсир счастья) — книга о суфизме, написанная на фарси. В этой книге аль-Газали критикует современных ему улемов, превративших религиозное знание в средство достижения мирских целей[28]
- Мишкат аль-анвар («Ниша Света») — объяснение хадиса о семидесяти тысячах завесах[29]
- Китаб аль-Ауфак (араб. الأوفاق للإمام الغزالي‎ — Книга вефков) — книга о талисманах (вефках), особых молитвах и суфийских тонкостях. Существует перевод на турецкий язык Мустафы Варлы.

Философия
- Макасид аль-фаласифа[англ.] (1094) (араб. مقاصد الفلاسفة‎ — намерения философов) — книга, в которой дано объективное и систематизированное изложение основных положений логики, физики и метафизики восточных перипатетиков.
- Тахафут аль-фаласифа[англ.] (араб. تهافت الفلاسفة‎ — самоопровержение философов) — сочинение, ставшее знаменитым на западе и считающееся опровержением философской школы, известной в арабской среде под названием «фалясифа» (главным образом, последователи аль-Кинди). Понимание названия этой книги как атаки на философию. Хорошо известна полемическая книга Ибн Рушда c опровержением аль-Газали «Тахафут аль-тахафут» (Самоопровержение самоопровержения), известная также и в еврейской традиции.

Теология
- Аль-иктисад фи ль-итикад (1095) (араб. الاقتصاد في الاعتقاد‎ — срединный путь теологии)
- Ар-рисаля аль-Кудсийя (1097) («Письмо из Иерусалима»)
- Китаб аль-арбаин фи усуль аль-дин («Сорок глав о принципах Веры»)
- Мизан аль-хамаль (1095) (араб. ميزان العمل‎)
- Файсаль ат-тафрик байна аль-ислам ва аз-зандака (араб. فيصل التفرقة بين الإسلام والزندقة‎ — Критерии различения ислама от еретических учений) — полемический труд против исмаилитов (батинитов)

Логика
- Мияр аль-ильм (1095)
- Аль-Кустас аль-Мустаким (1096) (араб. القسطاس المستقيم‎ — Правильные весы)
- Михакк ан-назар (1095) (араб. (محك النظر (منطق‎)

## Публикации
- Абу Хамид ал-Газали. Воскрешение наук о вере («Ихйа улум ад-Дин»). Избранные главы / Перевод В. В. Наумкина. — М.: Наука, 1980.
- Аль-Газали Абу Хамид. Исследование сокровенных тайн сердца. — М.: Ансар, 2006. — ISBN 5-98443-020-7.
- Аль-Газали Абу Хамид. «Наставление правителям» и другие сочинения. — М.: Ансар, 2005. — ISBN 5-98443-011-8.
- Аль-Газали Абу Хамид. «Весы деяний» и другие сочинения. — М.: Ансар, 2004. — ISBN 5-98443-006-1.

## В культуре
В сериале Пробуждение Великие Сельджуки его роль играет Джемаль Токташ.